# LegalApe
LegalApe — юридический робот компании «МегаФон», разработанный на основе нейронных сетей. Робот отвечает на вопросы правового характера и упрощает работу юристов по решению механических рутинных задач.
Пилотная версия робота LegalApe 2.8 была впервые публично протестирована 17 мая 2018 года на VIII Петербургском международном юридическом форуме в рамках «юридического баттла» между человеком и компьютером.

## История
Юридические машины первого поколения, разработанные компанией «МегаФон», были анкетного типа и не включали в себя нейронную сеть. LegalApe 2.8 — представитель второго поколения, робот получил статус восьмой версии по числу ранее созданных прототипов. Руководителями проекта выступили Анна Серебряникова, операционный директор «МегаФона», и Сергей Переверзев, директор по правовым вопросам компании. В процессе разработки юридических машин второго поколения оба подхода были совмещены.
Анкетная часть призвана обеспечивать надёжность всей системы и содержит разветвлённую базу логических веток юридического анализа, что позволяет формировать обоснованные юридические ответы с выстроенной логикой юридических высказываний и широким описанием предмета заданной проблематики.
Нейронная часть отвечает за гибкость, в её задачу входит классификация входящей информации и выбор логики ответа в зависимости от обстоятельств рассматриваемого дела. Полученная в результате система принимает свободно формулируемые тексты и выстраивает логику ответа, исходя из неопределенного заранее контекста.
Задачи типа «вопрос — ответ» и «высказывание — вопрос» были решены при помощи использования массива данных, включающих в себя судебную практику, деловую переписку, правовые позиции юристов, научные работы.
Результатом стали следующие возможности бота:
1. Отвечать на вопросы юридического характера, сохраняя логику высказываний;
2. Формировать вопросы по обстоятельствам дела в контексте предыдущих высказываний;
3. Формировать юридическое заключение (текст правового содержания), в зависимости от заложенных критериев, вопросов, объяснений и комментариев, которое описывает проблему, использует правовые конструкции и логику правовой мысли.

Сегодня юристы во многом выполняют «обезьянью» работу — откуда и название Legal Ape — отвечают на одни и те же дурацкие вопросы. Поэтому мы разработали бот, чтобы самим не возиться с рутиной, а сконцентрироваться на более творческих задачах. Этот робот — не вместо юриста, он — для юриста.
— Сергей Переверзев, директор по правовым вопросам ПАО «МегаФон»
По мнению разработчиков, такое устройство LegalApe позволяет начать его коммерческое использование для формирования документов на основе нейронного конструктора.

## Технология
Нейронная часть бота создана с использованием технологии Word2vec, при этом задействованы алгоритмы обучения CBOW (Continuous Bag of Words) и Skip-gram, а также методы машинного обучения и распознавания именованных сущностей (Named Entity Recognition, NER).
При анализе речи оппонента из введённых текстов выделяются основные сущности, описанные на естественном языке. На основании этих сущностей автоматически конструируются тексты прений и заключений из заранее заложенных блоков. Для распознавания сущностей используется двунаправленная LSTM-сеть для получения глубинных признаков и метод условных случайных полей для тегирования слов. Для исключения привязки к конкретным словам в тексте вопроса и автоматического учёта синонимов, вместо технологий, основанных на ключевых словах и обратном индексе, использовались нейросетевые технологии поиска. По каждому вопросу строится вектор размерности 300 на основе нейронной сети Word2Vec. Затем этот вектор сравнивается с аналогичными векторами из заложенной базы вопросов и ответов. Сравнение происходит при помощи предварительно обученной сиамской нейронной сети, в результате чего нейронная сеть на основании глубинного анализа сути вопроса находит в базе наиболее релевантный заданному вопросу ответ.
Внутренние блоки суждений бота активируются при получении нового входящего вопроса, распознавании сущностей в речи оппонента и ответах на вопросы. Каждый из этих блоков имеет свой вес и описание суждения в зависимости от контекста. На основании этих блоков робот формулирует вопросы к оппоненту и задаёт их в приоритетном порядке. Далее эти же блоки используются на этапе прений. Бот ссылается на ранее заданные ему вопросы и упоминает аргументы, приведённые оппонентом.

## Человек против LegalApe 2.8
17 мая 2018 в рамках VIII Петербургского юридического международного форума состоялся поединок между LegalApe 2.8 и специалистом по частному праву Романом Бевзенко. Поединку предшествовали двухмесячные обучение и тренировки бота.

Не могу сказать, что я не колебался, принимая это предложение. С одной стороны, насколько я знаю, что это был первый в мировой истории опыт юридического дискуссии человека и искусственного интеллекта в рамках смоделированного судебного процесса. И честь стать «юридическим Гагариным» для меня, разумеется, была мощнейшим стимулом… Но с другой стороны, было жутковато: уровень работоспособности человеческого мозга несомненно ниже чем уровень работы мощного компьютера. Количество информации, который мозг может запомнить и обработать, — тоже меньше. В общем, всё против человека… И, тем не менее, я охотно ввязался в эту драку. Надо сказать, что коллеги из «Мегафона» были предельно честны со мной — мы договорились, что я не увижу робота до самого поединка (хотя он-то меня знал, потому что помимо нормативных актов, судебной практики в него закачали и юридическую литературу, в том числе, мою последнюю работу «Земельный участок с постройками на нём»).
— Роман Бевзенко
Поединок был сконструирован по модели судебного процесса: вначале стороны выступили с обоснованиями своей позиции, затем ответили на вопросы, после перешли к прениям. Предметом спора между LegalApe 2.8 и Бевзенко стал вопрос о возможности регистрации недвижимости на арендованной земле. Взаимодействие с LegalApe 2.8 осуществлялось с помощью голосового ввода и вывода информации и транслировалось на экран.
Перед началом спора стороны бросили жребий (монету), чтобы определить позицию, которую будет отстаивать каждая из сторон. Монета (1 рубль) вместе с дипломом досталась победителю.
Бот проиграл в этом споре Роману Бевзенко со счетом 178:243 (из 300 возможных). Стороны объявили, что в конце 2018 года состоится матч-реванш. За результатами поединка следили, в том числе, председатель правительства России Дмитрий Медведев и министр юстиции Александр Коновалов.

Бот молодец, и Роман молодец. Мы пришли к выводу, что бот концентрировался на форме, тексте, Роман же объяснял по существу. И это настолько бросалось в глаза, настолько разительное отличие было между тем, что говорил бот и говорил Роман. В речи Роман выделял главное и отбрасывал несущественное, расставлял акценты. Объяснения, которые давал Роман, существенно отличаются от тех, что давал бот: он иногда давал ответ не на тот вопрос, который задавали. Но и Роман на один вопрос тоже не ответил.
— председатель жюри Сергей Белов, декан юридического факультета СПбГУ
При проведении соревнования произошёл курьёз, связанный с голосовым вводом вопросов, адресованных боту. При распознавании речи бот распознал нецензурную лексику. Хоть происшествие и не имело отношения к работе программы и алгоритма, о нём много писали в прессе.

## Перспективы
Разработчики заявили о начале работы над созданием третьего поколения робота. Поставлена задача создать систему с меньшей зависимостью от скелета жёстких логических структур. Таким образом, на базе второго поколения LegalApe, приспособленного для работы с документами, планируется создание гибкого разговорного юридического робота.
Основная цель разработки цифрового бэк-офиса, включающего в себя «Цифрового юриста» - создание коммерческих решений для рынка.
30 ноября 2018 года была учреждена компания «NLogic», специализирующаяся на разработке автоматизированных правовых решений на базе искусственного интеллекта. Основателями NLogic стали Сергей Солдатенков, Анна Серебряникова и Сергей Переверзев. ООО «Форпост», учрежденному А.А. Черепенниковым, принадлежит 80% доли в уставном капитале ООО «Н-лоджик». 
Команда NLogic разработала три цифровых юридических решения, которые упрощают и систематизируют работу с исходящими и входящими типовыми документами, а также робота по автоматическому распознаванию первичной документации. Гибкая система администрирования позволяет клиенту самостоятельно настраивать техническое задание для работы бота в каждом частном случае.
Одним из первых клиентов NLogic стала компания «Галс-Девелопмент», которая заказала установку нейронного конструктора договоров.
В июне 2019 года руководители проекта запустили программу по предоставлению доступа к демоверсии продуктов.
Команда специалистов NLogic состоит из IT-разработчиков, команды data scientist и юристов. Уникальность собранной команды заключается именно в сочетании юристов,  IT и data science специалистов.